# Epik High
Epik High (hangul: 에픽하이) är en sydkoreansk hiphopgrupp bildad 2001.
Gruppen består av de tre manliga medlemmarna Tablo, DJ Tukutz och Mithra Jin.

## Medlemmar
| Artistnamn   | Artistnamn | Födelsenamn    | Födelsenamn | Födelsedatum     |
| Romanisering | Hangul     | Romanisering   | Hangul      | Födelsedatum     |
| ------------ | ---------- | -------------- | ----------- | ---------------- |
| Tablo        | 타블로     | Lee Seon-woong | 이선웅      | 22 juli 1980     |
| DJ Tukutz    | DJ 투컷    | Kim Jeong-sik  | 김정식      | 19 november 1981 |
| Mithra Jin   | 미쓰라 진  | Choi Jin       | 최진        | 6 januari 1983   |

## Diskografi

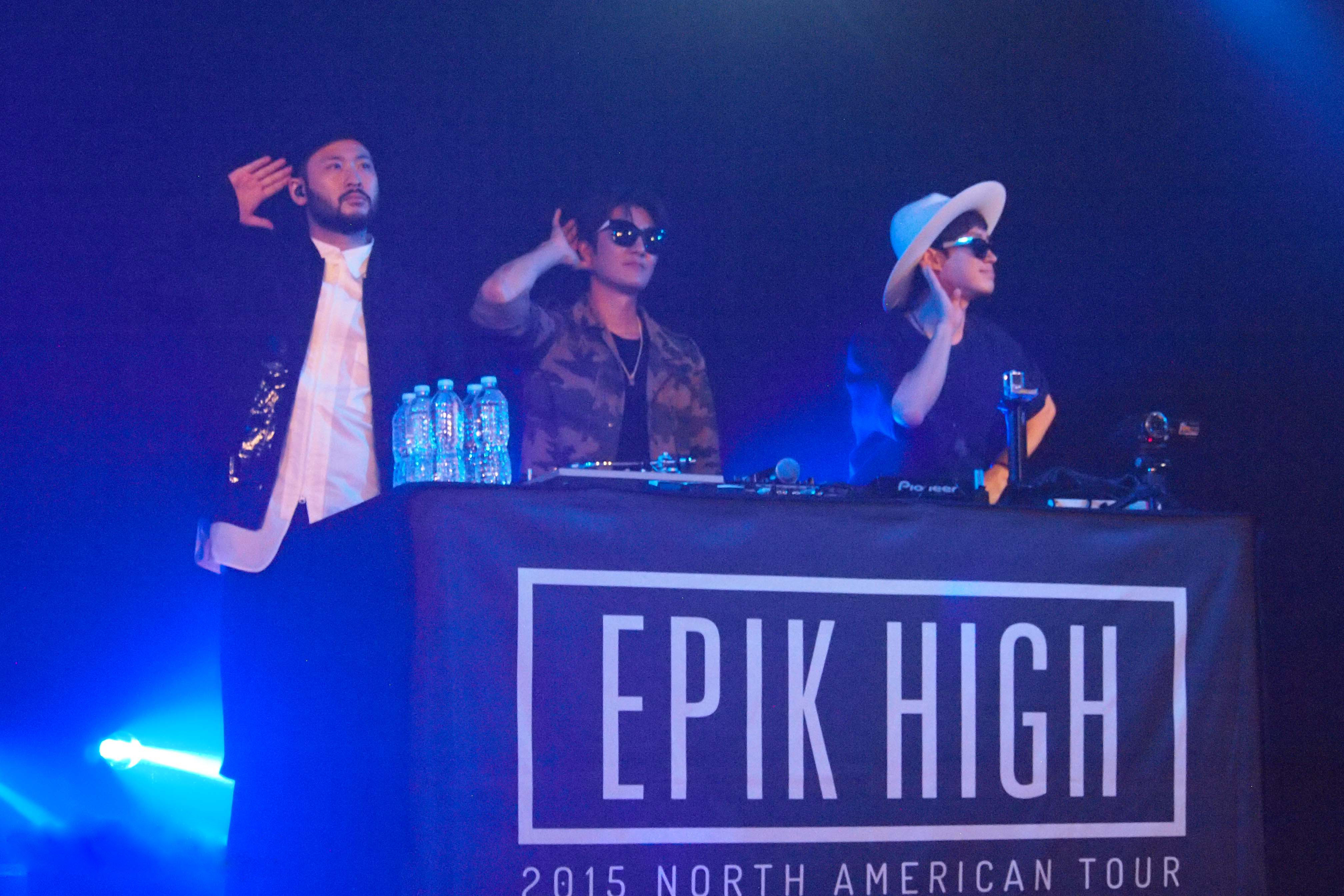
Epik High i New York år 2015

### Album
| Albuminformation                                                 | Topplacering          |
| Albuminformation                                                 | Sydkorea (Gaon Chart) |
| ---------------------------------------------------------------- | --------------------- |
| Map of the Human Soul (Studioalbum) - Släppt: 21 oktober 2003    | —                     |
| High Society (Studioalbum) - Släppt: 25 juli 2004                | —                     |
| Swan Songs (Studioalbum) - Släppt: 5 oktober 2005                | —                     |
| Remapping the Human Soul (Studioalbum) - Släppt: 23 januari 2007 | —                     |
| Pieces, Part One (Studioalbum) - Släppt: 17 april 2008           | —                     |
| Lovescream (EP-skiva) - Släppt: 30 september 2008                | —                     |
| Map the Soul (Studioalbum) - Släppt: 27 mars 2009                | —                     |
| e (Studioalbum) - Släppt: 16 september 2009                      | 57                    |
| Epilogue (Studioalbum) - Släppt: 9 mars 2010                     | 1                     |
| 99 (Studioalbum) - Släppt: 19 oktober 2012                       | 2                     |
| Shoebox (Studioalbum) - Släppt: 21 oktober 2014                  | 3                     |

### Singlar
| År   | Titel                             | Topplacering          |
| År   | Titel                             | Sydkorea (Gaon Chart) |
| ---- | --------------------------------- | --------------------- |
| 2010 | "Run"                             | 8                     |
| 2012 | "It's Cold" (med Lee Hi)          | 1                     |
| 2012 | "Up" (med Park Bom)               | 6                     |
| 2012 | "Don't Hate Me"                   | 11                    |
| 2013 | "420"                             | —                     |
| 2014 | "Born Hater"                      | 3                     |
| 2014 | "Spoiler"                         | 4                     |
| 2014 | "Happen Ending" (med Cho Won-sun) | 1                     |